# Schienenverkehr in den Niederlanden

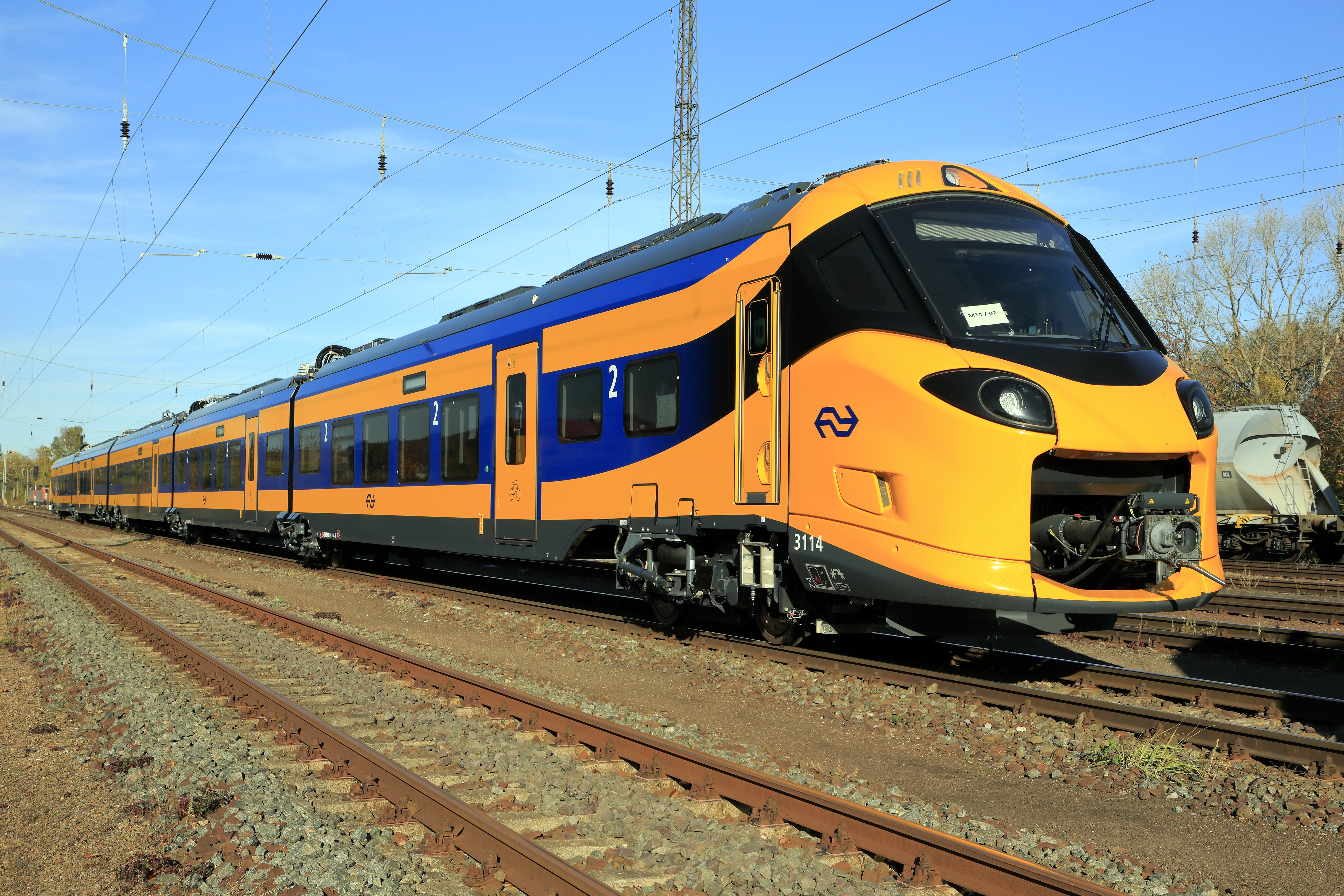
Intercity Nieuwe Generatie der Nederlandse Spoorwegen

Der Schienenverkehr in den Niederlanden findet vor allem auf normalspurigen Bahnnetzen statt. Bereits frühzeitig wurden viele Strecken elektrifiziert.

## Breitspurbahnen

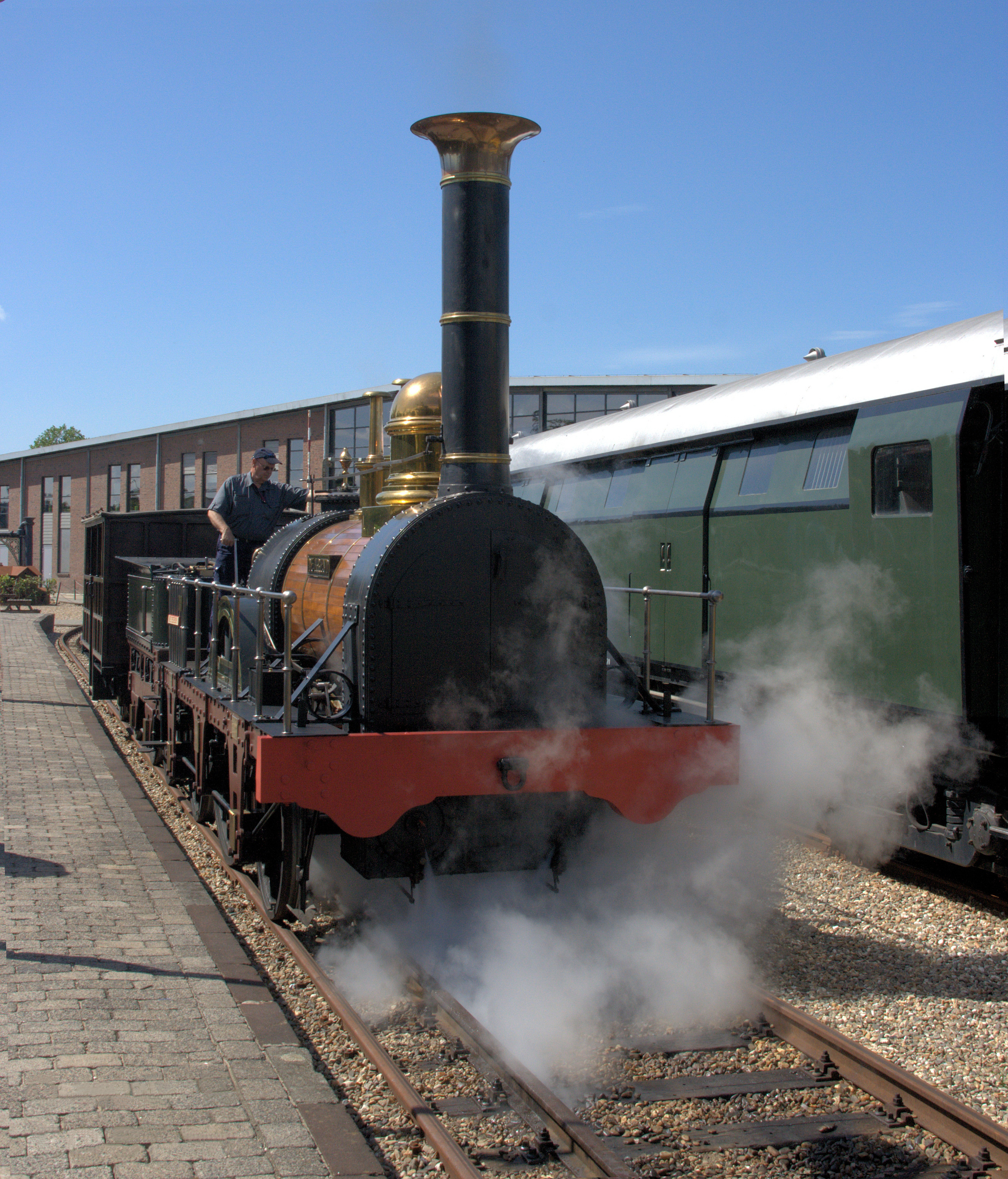
Breitspur-Lokomotive De Arend im Spoorwegmuseum

Die ersten Eisenbahnstrecken in den Niederlanden (Bahnstrecke Amsterdam–Rotterdam und Amsterdam–Utrecht–Arnhem) wurden zwischen 1839 und 1847 mit einer Spurweite von 1945 Millimetern angelegt und bis 1866 auf Normalspur umgespurt.

## Normalspurbahnen

### Geschichte
Die 1837 gegründete Bahngesellschaft Hollandsche IJzeren Spoorweg Maatschappij eröffnete 1839 die erste niederländische Bahnstrecke Amsterdam–Haarlem. Die weitere Entwicklung verlief zunächst schleppend: 1860 gab es nur 325 Kilometer Bahn im Land. Innovativer war das erste Hälfte des 20. Jahrhunderts. Die erste elektrifizierte Bahnstrecke Hofpleinlijn wurde 1908 eröffnet und wird heute teilweise von Randstad Rail genutzt. Weitere Neuerungen dieser Zeit waren Diesellokomotiven und stromlinienförmige Triebzüge. 1937 fusionierten zwei Bahngesellschaften zur Nederlandse Spoorwegen (NS), nachdem sie bereits zwei Jahrzehnte kooperiert hatten.
Nach dem Krieg begann NS mit Hilfe aus dem Marshallplan mit dem Wiederaufbau. Gleichzeitig wurde die Elektrifizierung des Schienennetzes weiter vorangetrieben und erreichte schon früh ein im europaweiten Vergleich hohes Niveau. 1957 startete der Trans Europ Express. Die letzten Dampfloks schieden bei der NS aus dem Betrieb aus, als sie in Deutschland noch unverzichtbar waren. Ein markanter Schritt war 1970 die Einführung eines landesweiten integralen Taktfahrplans aus Intercity- und Nahverkehrszügen unter dem Label Spoorslag '70. Dies beinhaltete auch die Etablierung zahlreicher Knotenpunkt-Bahnhöfe mit systematischen Rundumanschlüssen, so dass das niederländische System zum Vorbild für andere Länder wurde. Die Schweiz vertaktete ihr gesamtes Netz beispielsweise 1982, 1984 folgte Belgien, 1991 Deutschland.
1995 spaltete sich NS auf Beschluss der Regierung in eine kommerzielle NS-Gruppe mit den unterschiedlichen Geschäftsbereichen auf.

### Rechtliche Rahmenbedingungen
Die Aufsichtsbehörde Inspectie Leefomgeving en Transport war bis 2022 auch für das nationale Fahrzeugeinstellungsregister zuständig. Die Unfalluntersuchungsstelle Onderzoeksraad voor Veiligheid (OVV) wurde 2005 gegründet. Der für Eisenbahn zuständige Vorgänger war der den Spoorwegongevallenraad (deutsch Eisenbahnunfallrat).
Eine Bahnpolizei gab es bis 2013.
Der UIC-Ländercode für die Niederlande lautet 84.

### Streckennetz

Streckennetz

Das größte Infrastrukturunternehmen ist ProRail. Das niederländische Eisenbahnnetz ist 3200 Kilometer lang. Davon sind 67 Prozent zwei- oder mehrgleisig und mehr als 70 Prozent elektrifiziert. Vor allem im Norden und Osten gibt es auch nicht elektrifizierte Bahnstrecken.
Das Schienennetz wird meist für den Personen- und den Güterverkehr genutzt. Auf der Betuweroute und auf der Bahnstrecke von Belgien nach Terneuzen werden nur Güter transportiert. Die Hochgeschwindigkeitsstrecke HSL Zuid wird nur für den Personenverkehr genutzt.
Das Netz verfügt über rund 400 Bahnhöfe.
Eisenbahngrenzübergänge nach Deutschland sind:
- Nieuweschans / Weener (kein Anschluss ans deutsche Netz)
- Coevorden / Bentheimer Eisenbahn
- Oldenzaal / Bad Bentheim
- Enschede / Gronau (kein Anschluss ans niederländische Netz)
- Zevenaar / Emmerich
- Venlo / Kaldenkirchen
- Haanrade / Herzogenrath[3]
- Bocholtz / Vetschau (kein Anschluss ans deutsche Netz)

### Personenverkehr

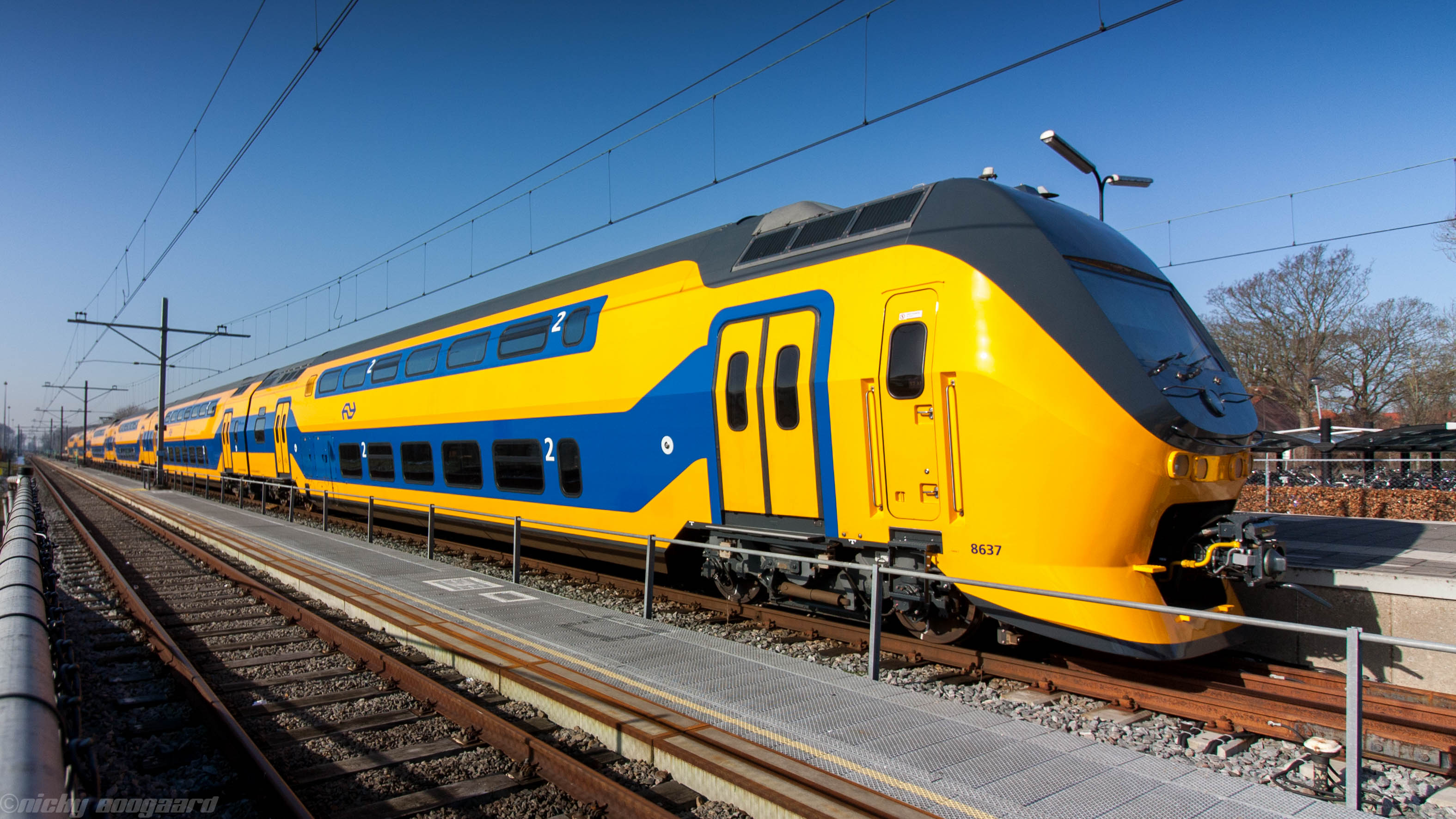
Doppelstock-Triebzug in Enkhuizen

Nach der Privatisierung der Nederlandse Spoorwegen im Jahr 1995 wurde das Schienennetz in ein rentables Kernnetz und etwa 30 unrentable Nebenstrecken aufgeteilt. Das Eisenbahnverkehrsunternehmen NS Reizigers betreibt den Schienenpersonenverkehr auf dem Kernnetz. Die unrentablen Strecken werden mit Zuschüssen im Auftrag des Verkehrsministeriums betrieben (Vertragszugverkehr) oder dezentralisiert und mit Zuschüssen im Auftrag einer Provinz oder Stadtregion betrieben (dezentralisierter Zugverkehr). Im Schienenpersonennahverkehr sind Arriva, Keolis und Connexxion tätig.
Mit Eurostar International, Thalys und ICE International gibt es hochwertige Zugverbindungen ins Ausland. Weitere Bahngesellschaften betreiben grenzüberschreitende Linien, wie zum Beispiel DB Regio. Dafür gibt es grundsätzlich keine Beschränkungen, und es besteht ein freier Markt nach europäischen Regeln. Die Eisenbahnunternehmen müssen jedoch über eine Betriebs- und Sicherheitsgenehmigung des niederländischen Eisenbahninfrastrukturunternehmens (ProRail) verfügen und dürfen die nationale Monopolstellung von NS auf dem Kernnetz nicht beeinträchtigen.
Die Strecke Enschede–Gronau gehört zum deutschen Schienennetz in der Region Nordrhein-Westfalen. Die internationale Verbindung Groningen–Leer wird von Arriva betrieben. Arriva verkauft jedoch keine internationalen Fahrkarten für Ziele abseits der Strecke. Diese können nur bei NS erworben werden.
2019 legten die Einwohner in den Niederlanden 24 Milliarden Kilometer mit dem Zug zurück.

### Güterverkehr

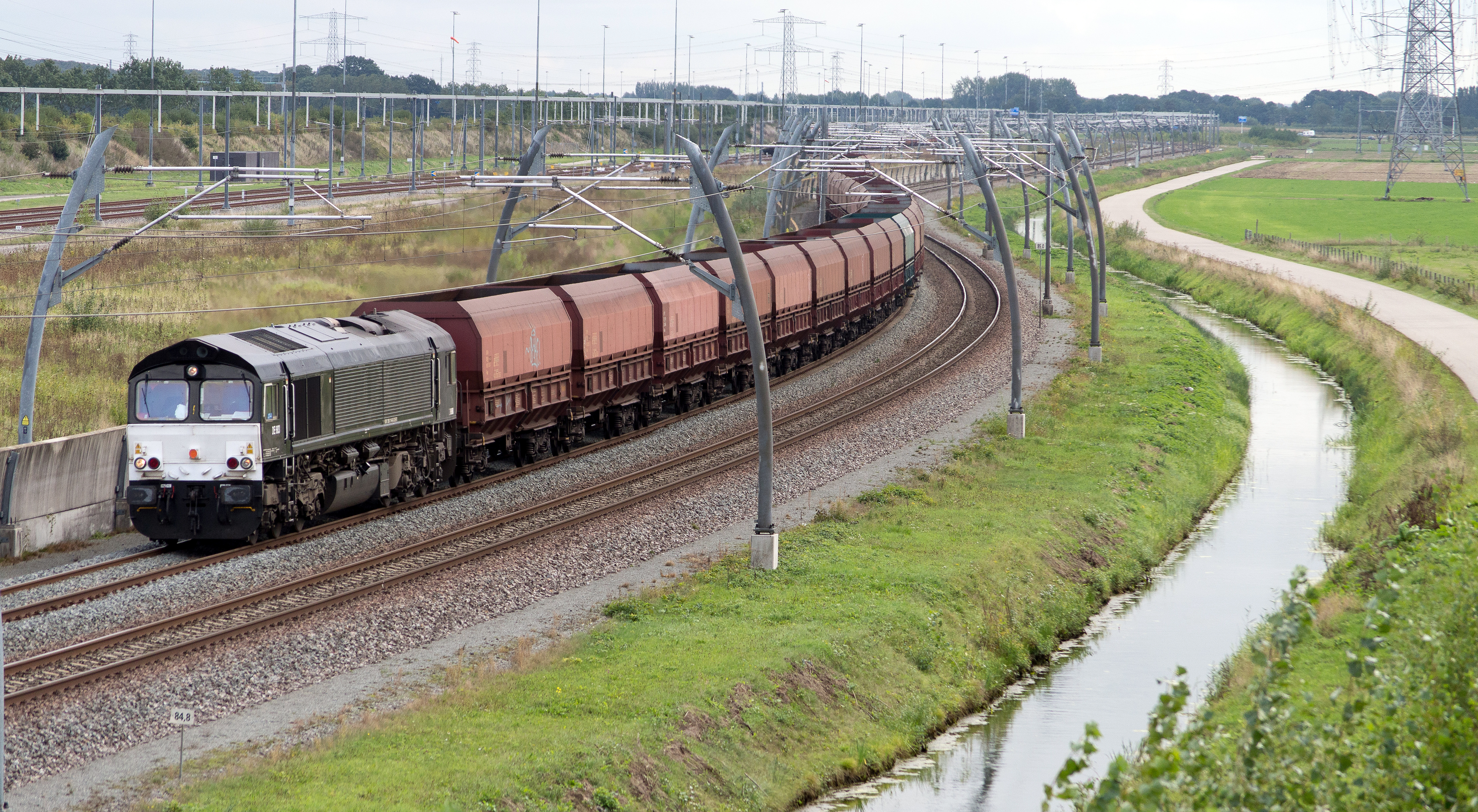
Kohlenzug auf der Betuweroute

Der niederländische Schienengüterverkehr hat eine Transportleistung von jährlich 6,6 Milliarden Tonnenkilometern. Der Anteil am Modal Split liegt bei nur 6 %. Von allen Waren, die 2021 aus den Niederlanden ins Ausland transportiert wurden, waren mehr als drei Viertel für Deutschland bestimmt.
Das größte Eisenbahnverkehrsunternehmen, das im Güterverkehr tätig ist, ist DB Cargo Nederland. Weitere in den Niederlanden tätige Unternehmen sind (alphabetisch sortiert):
- Bentheimer Eisenbahn
- Captrain Netherlands
- Crossrail Benelux
- Duisport Rail
- HSL Netherlands
- KombiRail Europe
- Lineas
- LTE Netherlands
- PKP Cargo
- Rail Force One
- Rail2U
- Railtraxx
- RheinCargo
- Rotterdam Rail Feeding
- RTS Rail Transport Service
- RTB Cargo Netherlands
- SBB Cargo Deutschland
- Shunter Tractie
- TX Logistik

## Schmalspurbahnen

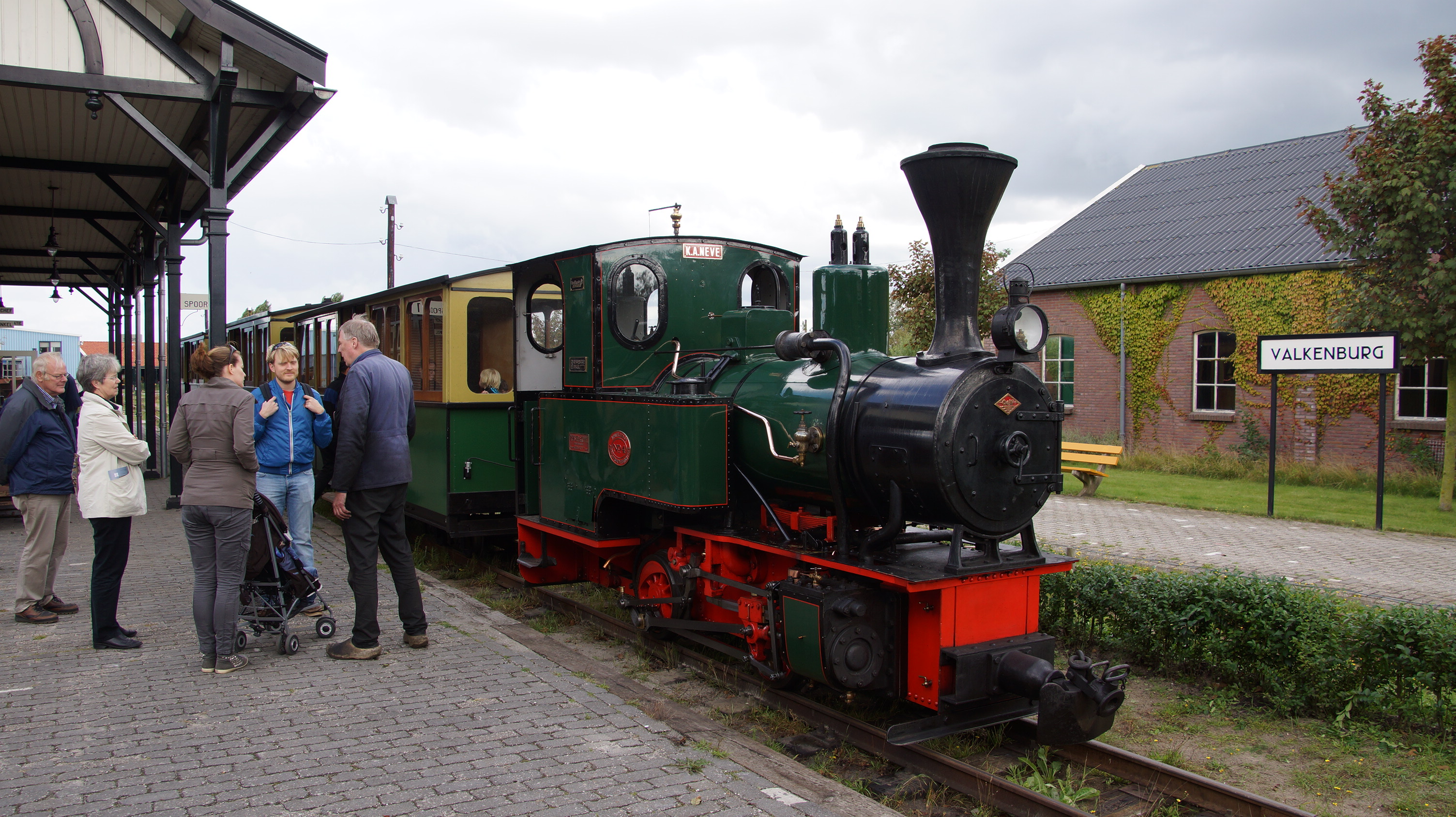
Stoomtrein Katwijk Leiden

Die meisten Schmalspurbahnen wurden bereits im 20. Jahrhundert stillgelegt. Die Museumsbahn der Stichting voorheen RTM fährt aber noch auf Kapspur.
In mehreren Museen gibt es noch mit Dampf- oder Diesellokomotiven betriebene Schmalspurbahnen, z. B. den Stoomtrein Katwijk Leiden, die Efteling Stoomtrein Maatschappij, im Industrieel Smalspoor Museum und im Veenpark.

## Einschienenbahnen
Einschienenbahnen (Monorails) gibt es im Attractiepark Slagharen, im Avonturenpark Hellendoorn, in Efteling, im Drievliet Family Park und im Ouwehands Dierenpark.

## Andere Schienenbahnen

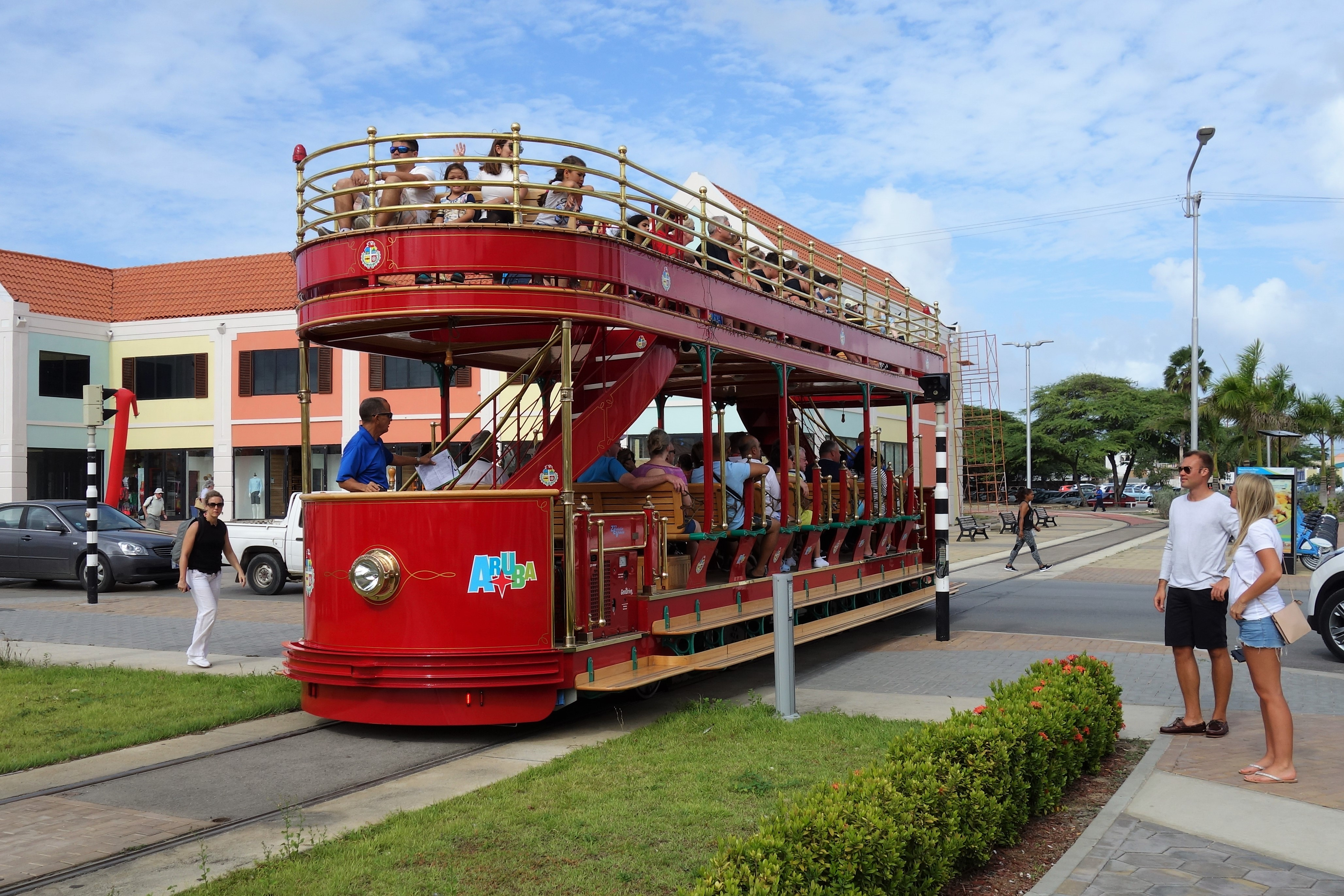
Straßenbahn Oranjestad auf Aruba

Straßenbahnbetriebe gibt es in Amsterdam, Den Haag (einschließlich RandstadRail) und Rotterdam. Die Stadtbahn Utrecht („Schnelltram“) besteht seit 1983. Auf der niederländischen Karibikinsel Aruba wurde am 19. Februar 2013 eine Straßenbahn mit Brennstoffzellenantrieb in Betrieb genommen.
Die 1977 eröffnete Metro Amsterdam und die 1968 eröffnete Metro Rotterdam haben normalspurige Netze und 750 Volt Gleichspannung Bahnstromversorgungen.